# (8914) Nickjames
(8914) Nickjames (1995 YP2) – planetoida z pasa głównego asteroid okrążająca Słońce w ciągu 5,19 lat w średniej odległości 3 au. Odkryta 25 grudnia 1995 roku.